# Troisième secteur
Ne doit pas être confondu avec tiers secteur ou secteur tertiaire.
Considéré comme une « troisième voie » à la traditionnelle dichotomie entre secteur public et secteur privé à but lucratif, le troisième secteur rassemble une multiplicité d'acteurs (associations, fondations, organisations non gouvernementales, organisations religieuses, etc.) intervenant dans la sphère publique, et dont les traits communs sont le volontariat et le caractère non lucratif de leur activité. Proche du concept de société civile développé par des grands auteurs tels que Thomas Hobbes, John Locke, Friedrich Hegel, Alexis de Tocqueville ou Karl Marx, le troisième secteur d'aujourd'hui s'apparenterait plus à une "Nouvelle Société Civile", indépendante dans sa logique de fonctionnement, à la fois de l'État et du Marché. On qualifie également parfois le troisième secteur de « secteur volontaire » ou de « secteur non-gouvernemental ».

## Le troisième secteur dans le monde
Le troisième secteur est par exemple très présent en Allemagne, aux États-Unis (où l'on parle de Voluntary Sector), ou encore au Brésil (O Terceiro Setor). Dans ces pays, l'État a même choisi de déléguer un certain nombre de ses prérogatives, sociales notamment, au profit de ces organisations volontaires en proposant, en contrepartie, de financer tout ou partie de leurs activités. On estime ainsi qu'en Allemagne, 90 % des activités du troisième secteur sont financées par l'État.
Au Brésil, le troisième secteur est omniprésent dans la vie des Brésiliens, notamment des plus pauvres. Une multitude d'associations, de fondations et d'organisations volontaires diverses, notamment religieuses, gèrent ainsi des hôpitaux, des crèches, des écoles, des centres pénitentiaires, des centres de formation professionnelle ou encore de recherche d'emploi. Toutes sont en concurrence pour l'obtention de fonds publics indispensables à leur survie. Dans nombre de ces domaines, l'État a choisi d'appliquer le principe de subsidiarité développé par la Doctrine sociale de l'Église catholique, en vertu duquel il est souhaitable de confier l'exécution d'une tâche publique à la plus petite entité en mesure de l'accomplir. L'État en vient à tenir un rôle d'orientation et de contrôle de certaines politiques sociales, et non plus d'exécutant de ces dernières, ce qui lui permettrait de gagner en efficacité et de réaliser des économies substantielles (notamment grâce au caractère volontaire des activités du Troisième Secteur).